# 155th Air Refueling Wing
La 155th Air Refueling Wing (en français: 155e escadre de ravitaillement en vol, 155 ARW) est une unité de la Garde nationale aérienne du Nebraska (en), stationnée sur la Lincoln Air National Guard Base (en), dans le Nebraska. Si elle est activée au service fédéral, l'escadre est alors gérée par l'Air Mobility Command de l'United States Air Force.

## Mission
Le 155th exploite le KC-135R Stratotanker, qui est chargé de mener des missions de ravitaillement en vol dans le monde entier. L'unité fonctionne comme une unité de service actif à plus petite échelle.
Le personnel des forces de sécurité de l'armée de l'air (en) patrouille dans la base et assure la sécurité des avions 24 heures sur 24, le personnel des pompiers quant à lui est toujours sur place. Les autres unités de la base opèrent généralement pendant la journée et sont également dotées d'un personnel de réserve de la garde active (en) ou de techniciens civils.

## Historique
Établi le 1er juillet 1960 par la Garde nationale aérienne du Nebraska en tant qu'extension du 173d Fighter-Interceptor Squadron, l'augmentation du nombre de personnels est autorisée par le Bureau de la Garde nationale à environ 900 personnes. La 173d FIS a remporté le trophée Spaatz en tant que meilleure unité navigante de la Garde en 1963, après des deuxième et troisième places en 1961 et 1962. En 1962, 1963 et 1964, l'unité remporte ses deuxième, troisième et quatrième trophées Winston P. Wilson.
En mai 1964, la mission de la Nebraska Air Guard passe de la défense aérienne à la reconnaissance tactique à l'aide de l'avion RF-84 Thunderflash. Le 173d devient le 173rd Tactical Reconnaissance Squadron et le 155th Fighter Group devient le 155th Tactical Reconnaissance Group.
Le premier RF-4C (en) Phantom II arrive à Lincoln en novembre 1971. En 1972, l'unité commence sa conversion au RF-4C.
En avril 1992, l'unité reçoit l'ordre de se convertir à la mission KC-135R Stratotanker lorsque l'US Air Force décide de commencer à retirer le dernier des avions F-4 Phantom II. La conversion à la mission de ravitaillement en vol commence en septembre 1993 avec l'arrivée du premier ravitailleur KC-135E. Le 1er octobre 1995, l'unité est renommée 155th Air Refueling Wing après avoir atteint la capacité opérationnelle initiale dans la mission de ravitaillement trois mois plus tôt.
En avril 1999, l'unité effectue ses premières missions de combat. C'est la première unité de ravitailleurs de la Garde aérienne à être chargée de soutenir l'opération Allied Force, la campagne de bombardement de l'OTAN en Serbie et au Kosovo. L'unité déploie avec succès deux avions et plus de 80 personnels en Allemagne en moins de trois jours et devient rapidement l'unité de tête pour toutes les opérations de ravitaillement américaines depuis sa base aérienne allemande.

### Assistance
Parallèlement à sa mission fédérale, l'unité du Nebraska est également chargée de soutenir le gouvernement de l'État. Depuis son organisation en 1946, il a répondu à l'appel du gouverneur à de nombreuses reprises, y compris lors de l'opération Snowbound au début de 1949 et lors de l'appel spécial en mai 1975 lorsque 435 membres de la Garde aérienne sont activés pour aider à sécuriser une zone ravagée par une tornade à Omaha. En novembre 1997, les membres de la Garde aérienne sont de nouveau appelés au service actif pour aider Lincoln et les communautés voisines à se remettre d'une tempête de neige précoce qui coupe alors l'électricité à près d'un million de Nebraskans, dans le cadre de l'opération Bush Hog.

### Lignée
- Constitué en tant que 155th Fighter Group (Air Defence) et attribué à l'Air National Guard
- Reconnaissance fédérale étendue et activée le 1er juin 1960
- Redésigné 155th Tactical Reconnaissance Group  le 1er mai 1964
- Redésigné 155th Reconnaissance Group le 16 mars 1992
- Redésigné 155th Air Refueling Group en vol le 1er janvier 1994
- Redésigné 155th Air Refueling Wing le 1er octobre 1995

### Gestion
- Garde nationale aérienne du Nebraska (en), depuis le 1er juin 1960
  - Géré par: Air Defense Command
  - Géré par: Tactical Air Command, 1er mai 1964
  - Géré par: Air Combat Command, 1er juin 1992
  - Géré par: Air Mobility Command, depuis le 1er janvier 1994

### Composantes
- 173d Fighter Interceptor (en) (plus tard Tactical Reconnaissance, Reconnaissance, Air Refueling) Squadron, depuis le 1er juin 1960
- 155th Security Forces Squadron
- autres unités

### Stations
- Lincoln AFB (plus tard Air National Guard Base) (en), depuis le 1er juin 1960

### Appareils
- F-86L Sabre Interceptor, 1960-1964
- RF-84F Thunderstreak, 1964-1972
- RF-4C Phantom II, 1972-1993
- KC-135R Stratotanker, depuis 1993